# Torskartade fiskar
Torskartade fiskar (Gadiformes) är en ordning strålfeniga fiskar. I ordningen återfinns 10 familjer, däribland den för fiskerinäringen mycket viktiga familjen torskfiskar (Gadidae).

## Systematik i urval
- djuphavstorskfiskar (Moridae) 
  - grå djuphavstorsk (Halargyreus johnsonii)
  - brun djuphavstorsk (Lepidion eques)
  - moratorsk (Mora moro)
  - röd moratorsk (Pseudophycis bachus)
- kummelfiskar (Merlucciidae) 
  - högsjökummel (Merluccius albidus)
  - panamakummel (Merluccius angustimanus)
  - sydkummel (Merluccius australis)
  - silverkummel (Merluccius bilinearis)
  - kapkummel (Merluccius capensis)
  - chilensk kummel (Merluccius gayi)
  - argentinsk kummel (Merluccius hubbsi)
  - kummel (Merluccius merluccius)
  - svart kummel (Merluccius polli)
  - stillahavskummel (Merluccius productus)
- lakefiskar (Lotidae)
  - lubb (Brosme brosme)
  - femtömmad skärlånga (Ciliata mustela)
  - nordlig skärlånga (Ciliata septentrionalis)
  - fyrtömmad skärlånga (Enchelyopus cimbrius)
  - silverskärlånga (Gaidropsarus argentatus)
  - strandskärlånga (Gaidropsarus mediterraneus)
  - tretömmad skärlånga (Gaidropsarus vulgaris)
  - lake (Lota lota)
  - birkelånga (Molva dypterygia)
  - medelhavslånga (Molva macrophthalma)
  - långa (Molva molva)
- lykttorskfiskar (Steindachneriidae)
  - lykttorsk (Steindachneria argentea)
- skolästfiskar (Macrouridae)
  - trådskoläst (Coryphaenoides filicauda)
  - skoläst (Coryphaenoides rupestris)
  - puckelryggig skoläst (Coryphaenoides brevibarbis)
  - röd puckelryggig skoläst (Coryphaenoides mediterraneus)
  - småfjällig skoläst (Malacocephalus laevis)
- fjällbrosmefiskar (Phycidae)
  - fjällbrosme (Phycis blennoides)
  - klippbrosme (Phycis phycis)
  - skäggbrosme (Urophycis chuss)
  - floridabrosme (Urophycis floridana)
  - vitbrosme (Urophycis tenuis)
- Macruronidae
  - kap-hoki (Macruronus capensis)
  - chilensk hoki (Macruronus magellanicus)
  - hoki (Macruronus novaezelandiae)
- torskfiskar (Gadidae)
  - polartorsk (Boreogadus saida)
  - saffranstorsk (Eleginus gracilis)
  - navagatorsk (Eleginus navaga)
  - silvertorsk (Gadiculus argenteus)
  - stillahavstorsk (Gadus macrocephalus)
  - torsk (Gadus morhua)
  - grönlandstorsk (eller uvak) (Gadus ogac)
  - kolja (Melanogrammus aeglefinus)
  - vitling (Merlangius merlangus)
  - kalifornisk frostfisk (Microgadus proximus)
  - frostfisk (Microgadus tomcod)
  - sydlig blåvitling (Micromesistius australis)
  - kolmule (Micromesistius poutassou)
  - lyrtorsk (eller bleka) (Pollachius pollachius)
  - gråsej (Pollachius virens)
  - paddtorsk (Raniceps raninus)
  - alaska pollock (Theragra chalcogramma)
  - theragra (Theragra finnmarchica)
  - vitlinglyra (Trisopterus esmarkii)
  - skäggtorsk (Trisopterus luscus)
  - glyskolja (Trisopterus minutus)